# Discographie de Riverside
Voici la discographie du groupe de rock progressif polonais Riverside.

## Albums studio

### Out Of Myself
Premier album studio de Riverside, premier volet de la trilogie Reality Dream (Out Of Myself - Second Life Syndrome - Rapid Eye Movement), produit par Mystic Production et Laser's Edge.
Date de sortie :
- Pologne : 15 décembre 2003
- Monde : 21 septembre 2004

Liste des chansons :
1. The Same River – 12:01
2. Out Of Myself – 03:44
3. I Believe – 04:15
4. Reality Dream – 06:15 (instrumental)
5. Loose Heart – 04:51
6. Reality Dream II – 04:45 (instrumental)
7. In Two Minds – 04:39
8. The Curtain Falls – 07:59
9. OK – 04:47

Participation :
- Krzysztof Melnicki - trombone sur la chanson OK.

### Second Life Syndrome
Second album studio de Riverside, second volet de la trilogie Reality Dream, sorti le 31 octobre 2005, produit par Mystic Production et Inside Out.
Liste des chansons :
1. After – 03:31
2. Volte-Face – 08:40
3. Conceiving You – 03:39
4. Second Life Syndrome (I. From hand to mouth - II. Secret Exhibition - III. Vicious Ritual)  – 15:40
5. Artificial Smile – 05:27
6. I Turned You Down – 04:34
7. Reality Dream III – 05:01 (instrumental)
8. Dance With The Shadows – 11:38
9. Before – 05:23

### Rapid Eye Movement
Troisième album studio de Riverside, troisième et dernier volet de la trilogie Reality Dream, produit par Mystic Production et Inside Out.
Date de sortie :
- Pologne : 24 septembre 2007
- Europe : 28 septembre 2007
- États-Unis : 9 octobre 2007

Liste des chansons :

#### CD 1
1. Beyond The Eyelids – 07:53
2. Rainbow Box – 03:36
3. 02 Panic Room – 05:28
4. Schizophrenic Prayer – 04:20
5. Parasomnia – 08:09
6. Through The Other Side – 04:05
7. Embryonic – 04:09
8. Cybernetic Pillow – 04:45
9. Ultimate Trip – 13:13

#### CD 2
1. Behind The Eyelids – 06:18
2. Lucid Dream IV – 04:33 (instrumental)
3. 02 Panic Room (remix) – 03:24
4. Back To The River – 06:29 (instrumental)
5. Rapid Eye Movement – 12:40 (instrumental)

Participations :
- Artur Szolc - percussions sur la chanson Schizophrenic Prayer and Behind The Eyelids
- Robert Srzednicki - claviers et guitare sur la chanson 02 Panic Room (remix)

### Anno Domini High Definition
Quatrième album de Riverside, produit par Mystic Production et Inside Out.
Date de sortie :
- Pologne : 15 juin 2009
- Europe : 6 juillet 2009
- États-Unis : 28 juillet 2009

Liste des chansons :
1. Hyperactive – 05:45
2. Driven To Destruction – 07:06
3. Egoist Hedonist – 08:56
4. Left Out – 10:59
5. Hybrid Times – 11:53

Participations :
- Rafał Gańko - trompette sur la chanson Egoist Hedonist
- Karol Gołowacz - saxophone sur la chanson Egoist Hedonist
- Adam Kłosiński - trombone sur la chanson Egoist Hedonist

### Shrine Of New Generation Slaves
Cinquième album de Riverside, produit par Mystic Production et Inside Out.
Date de sortie : 
- Pologne : 18 janvier 2013
- Europe : 21 janvier 2013
- États-Unis : 5 février 2013

Liste de chansons : 
1. New Generation Slave –  4:17
2. The Depth of Self-Delusion – 7:39
3. Celebrity Touch – 6:48
4. We Got Used to Us – 4:12
5. Feel Like Falling – 5:17
6. Deprived (Irretrievably Lost Imagination) – 8:26
7. Escalator Shrine – 12:41
8. Coda – 1:39

Bonus sur l'édition 2CD et vinyle :
1. Night Session (Part One) – 10:45
2. Night Session (Part Two) – 11:22

### Love, Fear and The Time Machine
Sixième album de Riverside, sorti en 2015 chez Mystic Production, Century Media/Inside Out. L'album a été enregistré, mixé et masterisé par Magda and Robert Srzedniccy au Serakos Studio, à Warszawa, Pologne.
Liste des chansons :
1. Lost (Why Should I Be Frightened By a Hat?) 5:51
2. Under the Pillow 6:47
3. #Addicted 4:52
4. Caterpillar and the Barbed Wire 6:56
5. Saturate Me 7:08
6. Afloat 3:11
7. Discard Your Fear 6:42
8. Towards the Blue Horizon 8:09
9. Time Travellers 6:41
10. Found (The Unexpected Flaw of Searching) 4:03

### Eye of the Soundscape
Septième album de Riverside, sorti en 2016 chez Inside Out.
| CD 1  | CD 1                          | CD 1                            | CD 1  | CD 1 | CD 1 | CD 1 | CD 1 | CD 1 | CD 1 |
| No    | Titre                         | Album d'origine                 | Durée |      |      |      |      |      |      |
| ----- | ----------------------------- | ------------------------------- | ----- | ---- | ---- | ---- | ---- | ---- | ---- |
| 1.    | Where the River Flows         | Nouveau titre                   | 10:53 |      |      |      |      |      |      |
| 2.    | Shine                         | Nouveau titre                   | 4:09  |      |      |      |      |      |      |
| 3.    | Rapid Eye Movement (2016 mix) | Rapid Eye Movement              | 12:40 |      |      |      |      |      |      |
| 4.    | Night Session - Part One      | Shrine of New Generation Slaves | 10:40 |      |      |      |      |      |      |
| 5.    | Night Session - Part Two      | Shrine of New Generation Slaves | 11:35 |      |      |      |      |      |      |
| 49:57 |                               |                                 |       |      |      |      |      |      |      |

| CD 2  | CD 2                    | CD 2                                               | CD 2  | CD 2 | CD 2 | CD 2 | CD 2 | CD 2 | CD 2 |
| No    | Titre                   | Album d'origine                                    | Durée |      |      |      |      |      |      |
| ----- | ----------------------- | -------------------------------------------------- | ----- | ---- | ---- | ---- | ---- | ---- | ---- |
| 1.    | Sleepwalkers            | Nouveau titre                                      | 7:19  |      |      |      |      |      |      |
| 2.    | Rainbow Trip (2016 mix) | Rapid Eye Movement / Schizophrenic Prayer (single) | 6:19  |      |      |      |      |      |      |
| 3.    | Heavenland              | Love, Fear and the Time Machine / Day Session]     | 4:59  |      |      |      |      |      |      |
| 4.    | Return                  | Love, Fear and the Time Machine / Day Session      | 6:50  |      |      |      |      |      |      |
| 5.    | Aether                  | Love, Fear and the Time Machine / Day Session      | 8:43  |      |      |      |      |      |      |
| 6.    | Machines                | Love, Fear and the Time Machine / Day Session      | 3:53  |      |      |      |      |      |      |
| 7.    | Promise                 | Love, Fear and the Time Machine / Day Session      | 2:44  |      |      |      |      |      |      |
| 8.    | Eye of the Soundscape   | Nouveau titre                                      | 11:30 |      |      |      |      |      |      |
| 52:17 |                         |                                                    |       |      |      |      |      |      |      |

### Wasteland
Huitième album de Riverside, sorti en 2018 chez Inside Out.
1. The Day After (1:48)
2. Acid Rain (6:03)
3. Vale of Tears (4:49)
4. Guardian Angel (4:24)
5. Lament (6:09)
6. The Struggle for Survival (9:32)
7. River Down Below (5:41)
8. Wasteland (8:25)
9. The Night Before (3:59)

## EP et album promotionnel

### Riverside
Album promotionnel, auto-produit et vendu à 300 exemplaires, sorti le 15 mars 2003.
Liste des chansons :
1. The Same River – 12:01
2. Out Of Myself – 03:41
3. Reality Dream – 06:10 (instrumental)
4. Loosing Heart – 04:48
5. The Curtain Falls – 07:59

### Voices In My Head
EP produit le 7 mars 2005, par Mystic Production.
Liste des chansons :
1. Us – 02:33
2. Acronym Love – 04:45
3. Dna ts. Rednum or F. Raf – 07:20
4. The Time I Was Daydreaming – 04:53
5. Stuck Between – 03:46
6. I Believe – 04:00 (live)
7. Loose Heart – 05:28 (live)
8. Out of Myself – 03:42 (live)

- Les chansons 1 à 5 ont été enregistrées le 1er février 2005
- Les chansons 6 à 8 ont été enregistrées au Traffic Club (Varsovie) le 15 mai 2004

## Singles

### Loose Heart
Sorti le 6 mars 2004, auto-produit.
Liste des chansons :
1. Loose Heart (radio edit) –,03:50
2. Out Of Myself – 03:44
3. In Two Minds – 04:36
4. Loose Heart (album version) – 04:48

### Conceiving You
Produit par Mystic Production, le 1er octobre 2005.
Liste des chansons :
1. Conceiving You – 03:41
2. I Turned You Down – 04:36
3. The Piece Reflecting the Mental State of One of the Member of Our Band (unreleased track) – 03:03 (instrumental)

### 02 Panic Room
Produit par Mystic Production, le 10 juin 2007.
Liste des chansons :
1. 02 Panic Room – 03:54
2. Lucid Dream IV – 04:34 (instrumental)
3. Back To The River – 06:31 (instrumental)
4. 02 Panic Room (remix) – 03:23

Participation :
- Robert Srzednicki - claviers et guitare sur la chanson 02 Panic Room (remix)

### Schizophrenic Prayer
Produit par Mystic Production, le 17 mars 2008.
Liste des chansons :
1. Schizophrenic Prayer – 04:18
2. Rainbow Trip - 06:07 (instrumental)
3. Behind The Eyelids – 06:10
4. Rapid Eye Movement – 12:37 (instrumental)
5. Schizophrenic Prayer (remix) – 03:36

Participation :
- Artur Szolc - percussion sur les chansons Schizophrenic Prayer et Behind The Eyelids

## Live

### Reality Dream
Double album live sorti le 26 novembre 2008
Liste des chansons :

#### CD 1
1. The Same River – 11:31
2. Out Of Myself – 03:39
3. Volte-Face – 08:47
4. Rainbow Box – 03:36
5. 02 Panic Room – 04:09
6. I Turned You Down – 05:05
7. Reality Dream III – 05:01 (instrumental)
8. The Curtain Falls – 09:38

#### CD 2
1. Parasomnia – 07:45
2. Second Life Syndrome – 16:13
3. Back To The River – 06:15 (instrumental)
4. Conceiving You – 03:39
5. Before – 06:08
6. Ultimate Trip – 13:46

La chanson Back To The River a été pris sur la chanson Shine On You Crazy Diamond de Pink Floyd.

### Reality Dream DVD
Double DVD.
Date de sortie :
- Europe : 14 décembre 2009
- France : 11 janvier 2010
- États-Unis : 23 février 2010

Liste des chansons :

#### DVD 1
1. The Same River – 11:31
2. Out Of Myself – 03:39
3. Volte-Face – 08:47
4. Rainbow Box – 03:36
5. 02 Panic Room – 04:09
6. Reality Dream III – 05:01 (instrumental)
7. I Turned You Down – 05:05
8. Dance With The Shadow – 11:30
9. Parasomnia – 07:45
10. Second Life Syndrome – 16:13
11. The Curtain Falls – 09:38

#### DVD 2
- Encores

1. Before – 06:08
2. Ultimate Trip – 13:46

- Bonus Features

1. Beyond The Eyelids – 07:56 (Unna, Allemagne 2007)
2. Loose Heart – 04:55
3. Back To The River – 06:15 (Montréal, Canada 2008)
4. Conceiving You – 03:39
5. I Believe – 04:20 (Aschaffenburg, Allemagne 2007)
6. Lucid Dream IV – 06:39 (Fulda, Allemagne 2008)
7. Reality Dream II – 04:45 (Baarlo, Pays-Bas 2006)

- Behind the Curtain
  - A film by John Vis
- Photo Gallery
- Credits